# Himantura marginata
Himantura marginata är en rockeart som först beskrevs av Edward Blyth 1860.  Himantura marginata ingår i släktet Himantura och familjen spjutrockor. IUCN kategoriserar arten globalt som otillräckligt studerad. Inga underarter finns listade i Catalogue of Life.